# Malaxa obtusipennis
Malaxa obtusipennis är en insektsart som beskrevs av Frederick Arthur Godfrey Muir 1919. Malaxa obtusipennis ingår i släktet Malaxa och familjen sporrstritar. Inga underarter finns listade i Catalogue of Life.